# João Havelange
Jean-Marie Faustin Goedefroid (João) de Havelange (Rio de Janeiro, 8 mei 1916 – aldaar, 16 augustus 2016) was een  Braziliaans sporter en als sportbestuurder het best bekend als langdurig voorzitter van de FIFA. Hij was de zoon van een Belgische vader.

## Biografie

### Sporter
Havelange was succesvol in verschillende sporten. Als zwemmer werd hij Braziliaans en Zuid-Amerikaans kampioen en nam deel aan de Olympische Zomerspelen van Berlijn. Tevens speelde hij mee met de Braziliaanse waterpoloploeg op de Olympische Zomerspelen van Helsinki in 1952.

### Nationaal bestuurder
João Havelange had een diploma in de rechten en was uitvoerend beheerder van verschillende bedrijven. Van 1958 tot 1976 was hij voorzitter van de Braziliaanse voetbalbond Confederação Brasileira de Desportos (CBD), en van 1955 tot 1963 lid van het Braziliaans Olympisch Comité.

### Internationaal bestuurder
Havelange is vooral bekend als voorzitter van de FIFA, een functie die hij 24 jaar uitoefende (van 1974 tot 1998). Hij werd opgevolgd door Sepp Blatter. Hij was van 1963 tot 2011 lid van het Internationaal Olympisch Comité. 

### Corruptie
Op 4 december 2011 kondigde hij zijn aftreden aan als IOC-lid, waarna een intern onderzoek op verdenking van fraude werd stopgezet.
In 2012 publiceerde het gerecht van de Zwitserse stad Zug documenten over een corruptiezaak bij de FIFA die in mei 2010 was afgesloten met hoge boetes voor de oud-president van de FIFA João Havelange en zijn schoonzoon Ricardo Teixeira. Het tweetal had in 1995 miljoenen dollars smeergeld ontvangen van het marketingbureau ISMM/ISL.

### Overlijden
Havelange overleed op 16 augustus 2016 in zijn geboorteplaats Rio de Janeiro, hij werd 100 jaar oud.

## Vernoeming
In Rio staat het voor de Pan-Amerikaanse Spelen 2007 gebouwde Olympisch Stadion Nilton Santos, dat tot 2017 Estádio Olímpico João Havelange heette.